# David Lasser
David Lasser (Baltimore, 20 de marzo de 1902-Rancho Bernardo, 5 de mayo de 1996) fue un escritor, editor y activista estadounidense, una de las figuras más influyentes en los inicios de la literatura de ciencia ficción, trabajando estrechamente con Hugo Gernsback. Participó en la lucha por los derechos de los trabajadores durante la Gran Depresión.

## Primeros años
Lasser nació en Baltimore, Maryland, hijo de padres inmigrantes judíos de Rusia. Su familia se mudó a Newark (Nueva Jersey), donde pasó su infancia. Abandonó la escuela secundaria a los 16 años para alistarse en el Ejército y combatir en la Primera Guerra Mundial, mintiendo sobre su edad. Después de ser gaseado en las líneas del frente en Francia, fue dado de alta con honores como sargento en 1919. A pesar de no haber finalizado la escuela secundaria, fue admitido en el Instituto Tecnológico de Massachusetts, graduándose con un B.S. en Ingeniería Empresarial.
A finales de la década de 1920 se trasladó a Nueva York, donde su formación en ingeniería le ayudó a conseguir un puesto como editor jefe de la nueva revista de ciencia ficción de Hugo Gernsback, Science Wonder Stories. Lasser y algunos escritores como G. Edward Pendray, Laurence Manning y otros fundaron la American Interplanetary Society el 4 de abril de 1930, con Lasser como primer presidente. La sociedad  pasó a denominarse American Rocket Society en 1934 y, bajo la dirección posterior de Pendray se convirtió en la American Institute of Aeronautics and Astronautics.

## Biografía
Lasser utilizó su experiencia en ciencia, ingeniería y cohetes para escribir The Conquest of Space (La conquista del espacio) en 1931. Fue el primer libro de no ficción en inglés que trató el vuelo espacial de una manera seria y detalló cómo el hombre podría viajar algún día al espacio. El libro fue una inspiración para toda una generación de escritores de ciencia ficción, como Arthur C. Clarke. De 1929 a 1933, Lasser trabajó como Editor Gerente de la Stellar Publishing Corporation de Hugo Gernsback. Fue responsable de editar todos los números de Science Wonder Stories y Wonder Stories Quarterly y como editor mantenía correspondencia con sus autores para ayudar a mejorar tanto su nivel de conocimiento científico como la calidad de su escritura. Lasser también fue el editor de Wonder Stories de junio de 1930 a octubre de 1933.
Lasser fue miembro del Partido Socialista y participó activamente en el movimiento en favor de los desempleados en la ciudad de Nueva York durante la Gran Depresión. En 1933, el Partido Socialista lo nombró jefe nacional de sus Ligas de Desempleados, que el partido había fundado para organizar a los desempleados para conseguir más ayudas y representar a los trabajadores empleados por la Works Progress Administration. A pesar de su éxito como editor, Lasser fue despedido a mediados de 1933 pues a causa de su activismo Gernsback consideró que estaba descuidando sus deberes editoriales, por lo que le dijo: «Si quieres tanto a los desempleados, te sugiero que te unas a ellos». Tras su despido, Lasser se dedicó de forma más activa con el movimiento de los desempleados.
Al mismo tiempo, y en oposición al Partido Socialista, el Partido Comunista estaba organizando a los desempleados a través de sus Consejos de Desempleados. En 1935 los comunistas recibieron instrucciones internacionales para formar coaliciones con organizaciones similares. Bajo la nueva política de «sin enemigos a la izquierda», los comunistas dejaron de atacar al Partido Socialista y sugirieron que fusionaran sus esfuerzos en favor de los parados. El resultado de la fusión de las Ligas Socialistas de Desempleados y los Consejos Comunistas de Desempleados creando la Alianza Obrera de América. En un espíritu de unidad, los comunistas se unieron a los socialistas y Lasser fue elegido presidente de la Alianza de Trabajadores. Herbert Benjamin, jefe de los Consejos Comunistas de Desocupados, se convirtió en el vicepresidente de la Alianza.
En 1939 Lasser renunció a su puesto en la Alianza de Trabajadores, alegando que estaba dominado por los comunistas. Tras su dimisión de la Alianza de Trabajadores de América, el presidente Roosevelt nominó a Lasser para unirse a la Administración de Proyectos de Obras (WPA) que capacitaba a los desempleados de larga duración para la industria privada. Sin embargo posteriormente el Congreso de los Estados Unidos incluyó una cláusula en la legislación de la WPA que indicaba que no podían utilizarse sus fondos para «pagar la compensación de David Lasser». Después Lasser trabajó como director de economía e investigación de la  International Union of Electrical Radio and Machine Workers hasta su jubilación en 1969.
Su actividad en la Alianza de Trabajadores le conllevó ser investigado por el FBI como un posible agente subversivo. Esta acusación no fue revocada oficialmente hasta 1980, cuando le enviaron una carta personal de disculpa del presidente Jimmy Carter.
Fundó el Centro de Educación Continua de la Universidad Estatal de San Diego en Rancho Bernardo y fue Presidente del Comité de Currículo e Instrucción. Murió en 1996 en el Remington Senior Care Facility en Rancho Bernardo, a los 94 años de edad. Se casó tres veces y tuvo un hijo, Daniel, con Florence Glassberg, su primera esposa.

## Memorial
El American Institute of Aeronautics and Astronautics (AIAA) concede actualmente el Premio de Literatura de Historia Aeroespacial Gardner-Lasser al mejor trabajo original de no ficción relacionado con la aeronáutica o la historia aeronáutica. El premio lleva ese nombre para honrar a David Lasser y Lester Gardner.

## Obras publicadas
- D.-C armature and field-coil repair, 1929 (con Clifford Carr)
- Alternating-current motor repair, 1929 (con Clifford Carr)
- The Conquest of Space, 1931
- A-C motor rewinding and reconnecting, 1936 (con Clifford Carr y Adolphus Dudley)
- Work and security: a program for America., 1938
- Old-age security $60 at 60, 1939
- Private monopoly; the enemy at home, 1945
- Labor and world affairs, 1949 Foreign policy reports; v. 25, no. 13. Nov. 15, 1949;

### Artículos
- "With vehicle perfected, science hopes to plumb mystery of outer space." New York Herald Tribune. 13 de julio de 1930
- "By Rocket to the Planets." Nature Magazine. Noviembre 1931
- "The Time Projector" Part 1 Wonder Stories Volume 3, N.º 2 de julio de 1931
- "The Time Projector" Part 2 Wonder Stories Volume 3, N.º 3 de agosto de 1931